# Кузнєцово (Шар'їнський район)
Кузнєцово (рос. Кузнецово) — починок в Шар'їнському районі Костромської області Російської Федерації.
Населення становить 12 осіб. Входить до складу муніципального утворення Шекшемське сільське поселення.

## Історія
Від 2007 року входить до складу муніципального утворення Шекшемське сільське поселення.

## Населення
| 2008 | 2010 | 2014 |
| ---- | ---- | ---- |
| 12   | ↘10  | ↗12  |